# Chrissie Hynde
Chrissie Hynde (* 7. září 1951 Akron, Ohio) je americká zpěvačka a kytaristka. V sedmdesátých letech hrála ve skupinách Johnny Moped a The Moors Murderers. Od roku 1978 působí ve skupině The Pretenders, se kterou byla v roce 2005 uvedena do Rock and Roll Hall of Fame. Během své kariéry zpívala doprovodné vokály na albech jiných interpretů, mezi které patří Mick Farren nebo The Specials. V osmdesátých letech opakovaně vystoupila jako host se skupinou UB40 v duetu I Got You Babe, který je zachycen na záznamu koncertu v Torontu v roce 1985 nebo na koncertu pro Nelsona Mandelu dne 11. června 1988 na londýnském stadionu ve Wembley. V roce 1994 nahrála duet se zpěvákem Frankem Sinatrou, který vyšel na jeho albu Duets II. V roce 1999 hrála v rámci pořadu BBC nazvaného Songwriter's Circle společně s Johnem Calem a Nickem Cavem. V roce 2014 vydala své první sólové album nazvané Stockholm. Toho roku byla rovněž jedním z umělců, kteří nazpívali coververzi písně „God Only Knows“ od skupiny The Beach Boys. V roce 2015 vydala autobiografickou knihu s názvem Reckless. Roku 2017 nazpívala duet s anglickým zpěvákem Robertem Plantem (píseň „Bluebirds Over the Mountain“ na albu Carry Fire).